# Пятницкий переулок
Пя́тницкий переу́лок — улица в центре Москвы в Замоскворечье между Большим Овчинниковским переулком и Садовническим проездом.

## История
Старинный переулок, известен с XVIII века. Назван по соседней Пятницкой улице.

## Описание

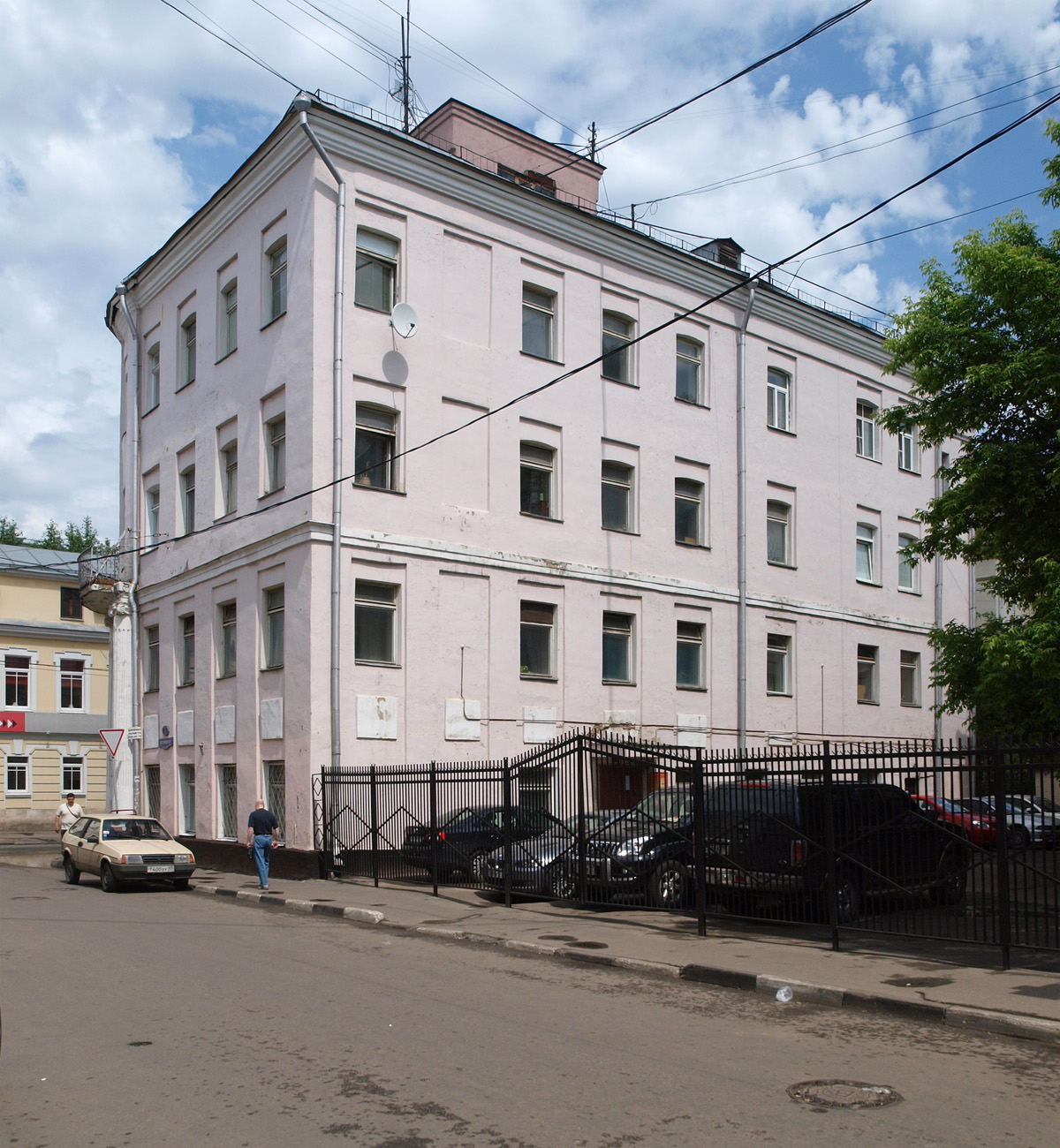
Начало от Большого Овчинниковского (№ 17, строение 1).

Пятницкий переулок начинается от Большого Овчинниковского, проходит на юг до Садовнического проезда, площади у станции метро «Новокузнецкая» и Кузбасской площади.

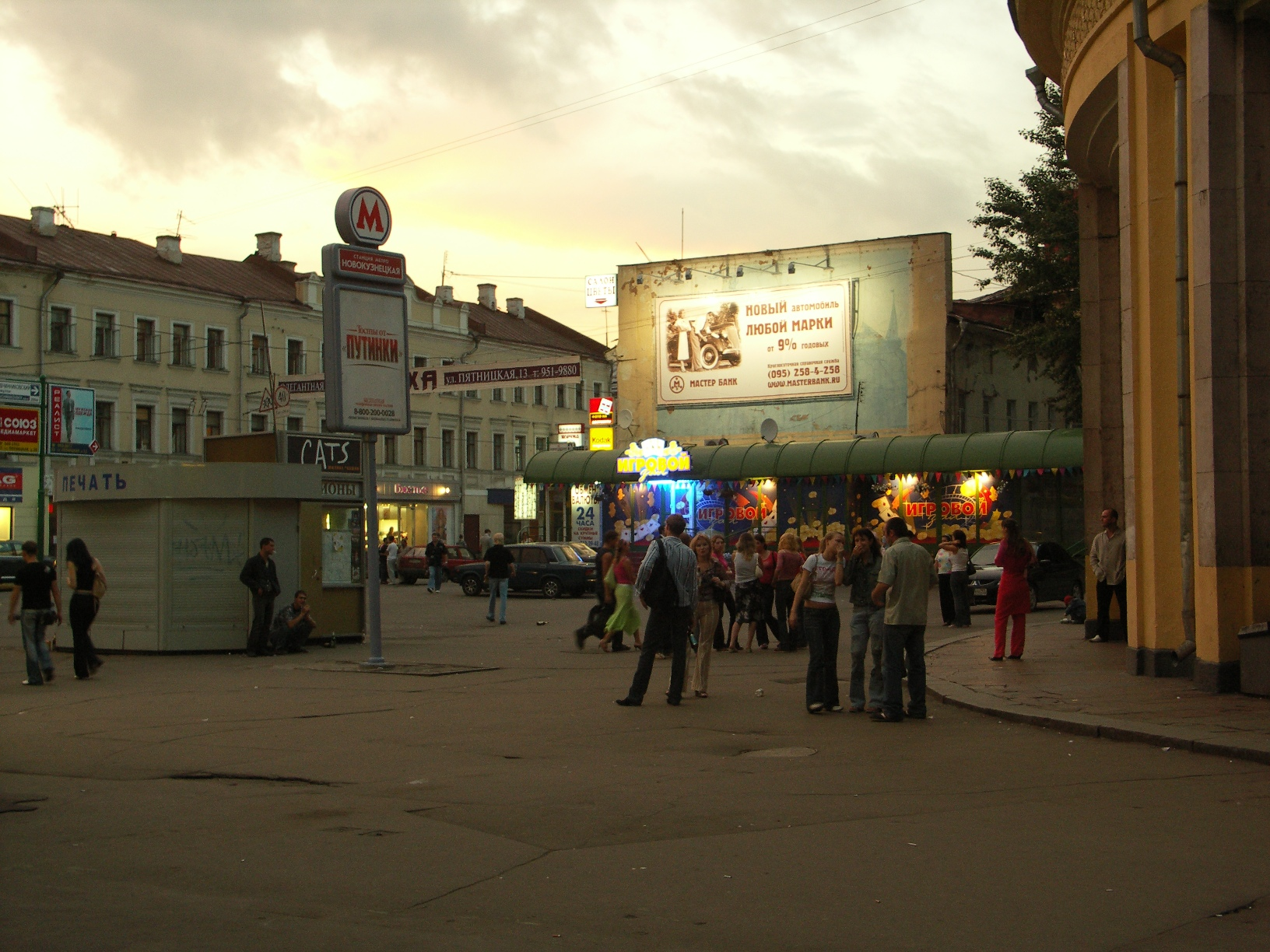
Площадь у станции метро «Новокузнецкая».

## Здания и сооружения
По нечётной стороне:

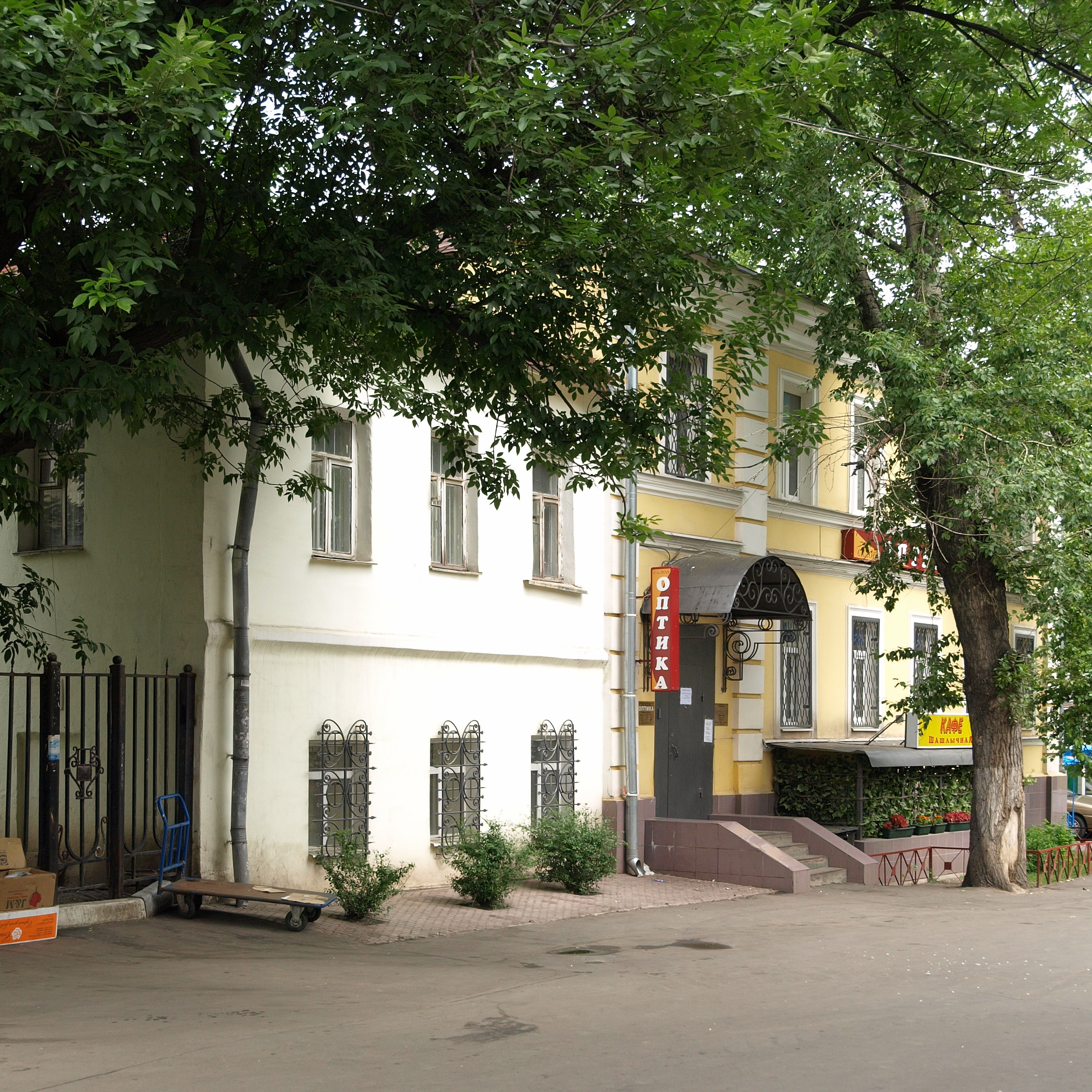
№ 10.

- № 3 — Доходный дом (1878, архитектор Н. Н. Васильев)

По чётной стороне:
- № 2 — Пятницкий рыботорговый комплекс; кафе «Белый слон»;
- № 4, строение 1 — гостиница «Медея»;